# Kazimierz Idaszewski
Kazimierz Idaszewski (ur. 16 stycznia 1878 w Nochowie, zm. 14 stycznia 1965 we Wrocławiu) – polski uczony, specjalista budowy maszyn elektrycznych i elektrochemii, profesor Politechniki Lwowskiej, Śląskiej i Wrocławskiej, członek Towarzystwa Naukowego Warszawskiego.
Był synem Michała (nauczyciela wiejskiego, działacza oświatowego) i Natalii z Kuźmickich. W 1898 ukończył gimnazjum klasyczne w Śremie i podjął studia elektrotechniczne na politechnice w Brunszwiku (1898-1903). W 1904 obronił na tej uczelni doktorat (praca Versuche ueber das elektrolytische Verhalten von Schwefelkupfer). Od września 1904 do października 1919 pracował jako inżynier w fabryce maszyn elektrycznych "Siemens-Schuckertwerke" w Berlinie. W 1920 został profesorem nadzwyczajnym w Szkole Politechnicznej we Lwowie (przemianowanej rok później na Politechnikę Lwowską), gdzie pracował już wcześniej, bezpośrednio po studiach (1903–1904), jako asystent w Katedrze Elektrotechniki Ogólnej. W latach 1920-1930 kierował Katedrą Pomiarów Elektrotechnicznych, a 1930-1939 Katedrą Maszyn Elektrycznych; pełnił funkcję dziekana Wydziału Elektrycznego (w roku akademickim 1926/1927), w 1929 został mianowany profesorem zwyczajnym.
W wyborach samorządowych w maju 1939 uzyskał mandat radnego Rady Miasta Lwowa startując z Listy Katolicko-Narodowej.
Pozostał na stanowisku kierownika Katedry Maszyn Elektrycznych podczas pierwszej okupacji sowieckiej, po przekształceniu uczelni w Instytut Politechniczny (do 1941). W czasie okupacji hitlerowskiej był nauczycielem w rzemieślniczej szkole zawodowej i w szkole technicznej we Lwowie.
W 1944 powrócił na krótko do pracy w Instytucie Politechnicznym we Lwowie. W maju 1945 w wyniku przymusowych wysiedleń Polaków z Kresów Wschodnich opuścił Lwów i objął kierownictwo Katedry Pomiarów i Maszyn Elektrycznych Politechniki Śląskiej oraz funkcję dziekana Wydziału Elektrycznego tej uczelni; już w październiku t.r. przeniósł się na Politechnikę Wrocławską, gdzie organizował od podstaw Wydział Mechaniczno-Elektryczny (był jego pierwszym dziekanem w roku akademickim 1945/1946) i w listopadzie 1945 wygłosił wykład inauguracyjny w polskiej Politechnice Wrocławskiej. Kierował Katedrami Miernictwa i Maszyn Elektrycznych (1945-1947) oraz Pomiarów Elektrycznych (1947-1959).
W 1951 został powołany w poczet członków Towarzystwa Naukowego Warszawskiego. Działał w Stowarzyszeniu Elektryków Polskich, był przewodniczącym Oddziału Wrocławskiego, od 1964 członkiem honorowym. Został odznaczony m.in. Krzyżem Kawalerskim (1950) i Komandorskim Orderu Odrodzenia Polski (1958), Medal 10-lecia Polski Ludowej (1955).
Pochowany został na cmentarzu św. Wawrzyńca we Wrocławiu.

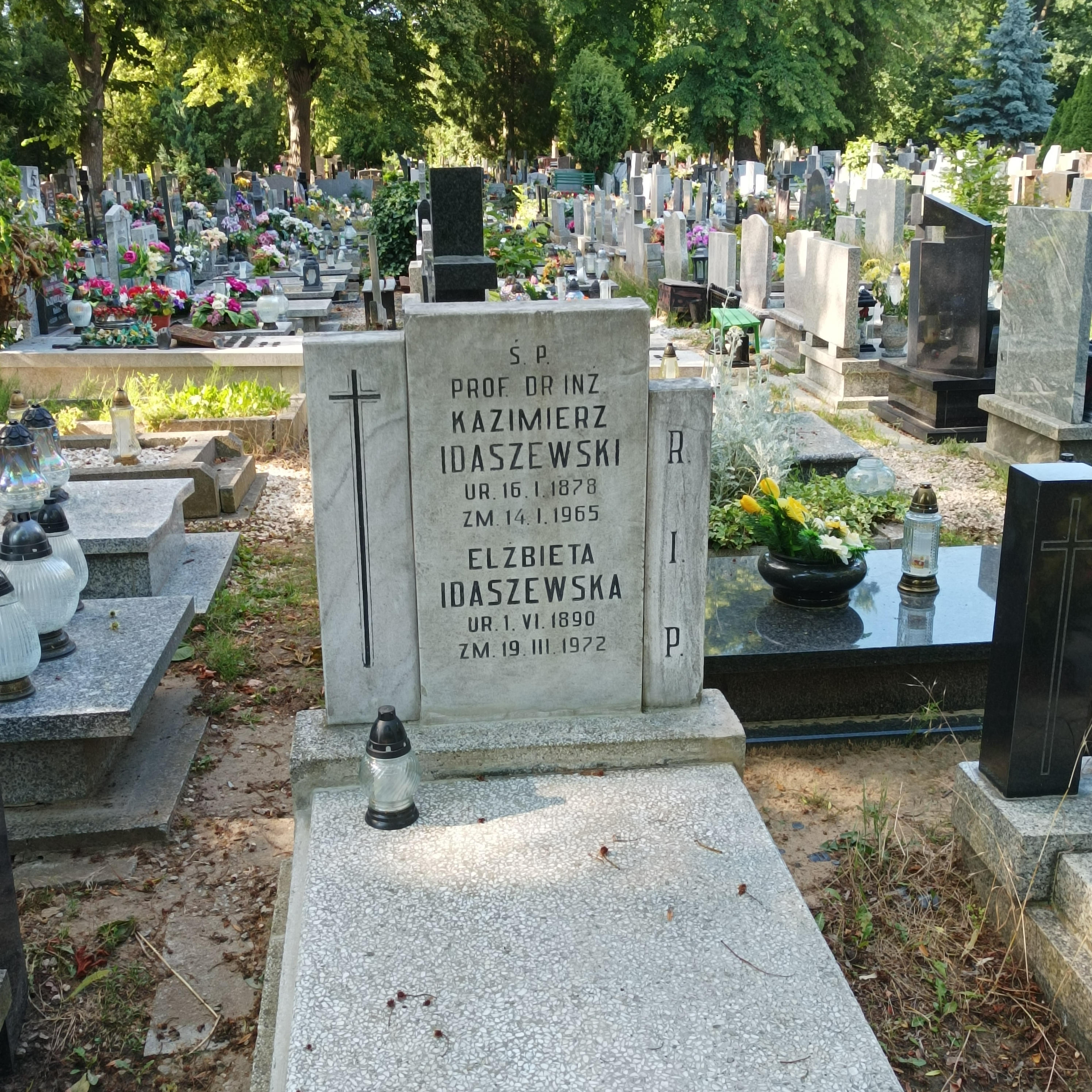
Grób prof. Kazimierza Idaszewskiego na cmentarzu św. Wawrzyńca we Wrocławiu

Jego zainteresowania naukowe obejmowały budowę i działanie maszyn elektrycznych oraz elektrochemię. Ogłosił m.in.:
- Kilka uwag o licznikach jednofazowych na małą moc (1928)
- Verluste beim Foerdern des Erdoels mittels Kolbens (1928)
- Maszyny prądu stałego (1954)
- Pomiary elektryczne (1955)